# ریدز (میزوری)
ریدز (به انگلیسی: Reeds) یک شهر در ایالات متحده آمریکا است که در شهرستان جاسپر، میزوری واقع شده‌است. ریدز ۰٫۳۹ کیلومتر مربع مساحت و ۹۵ نفر جمعیت دارد و ۳۴۰ متر بالاتر از سطح دریا واقع شده‌است.